# Musette (Barocktanz)

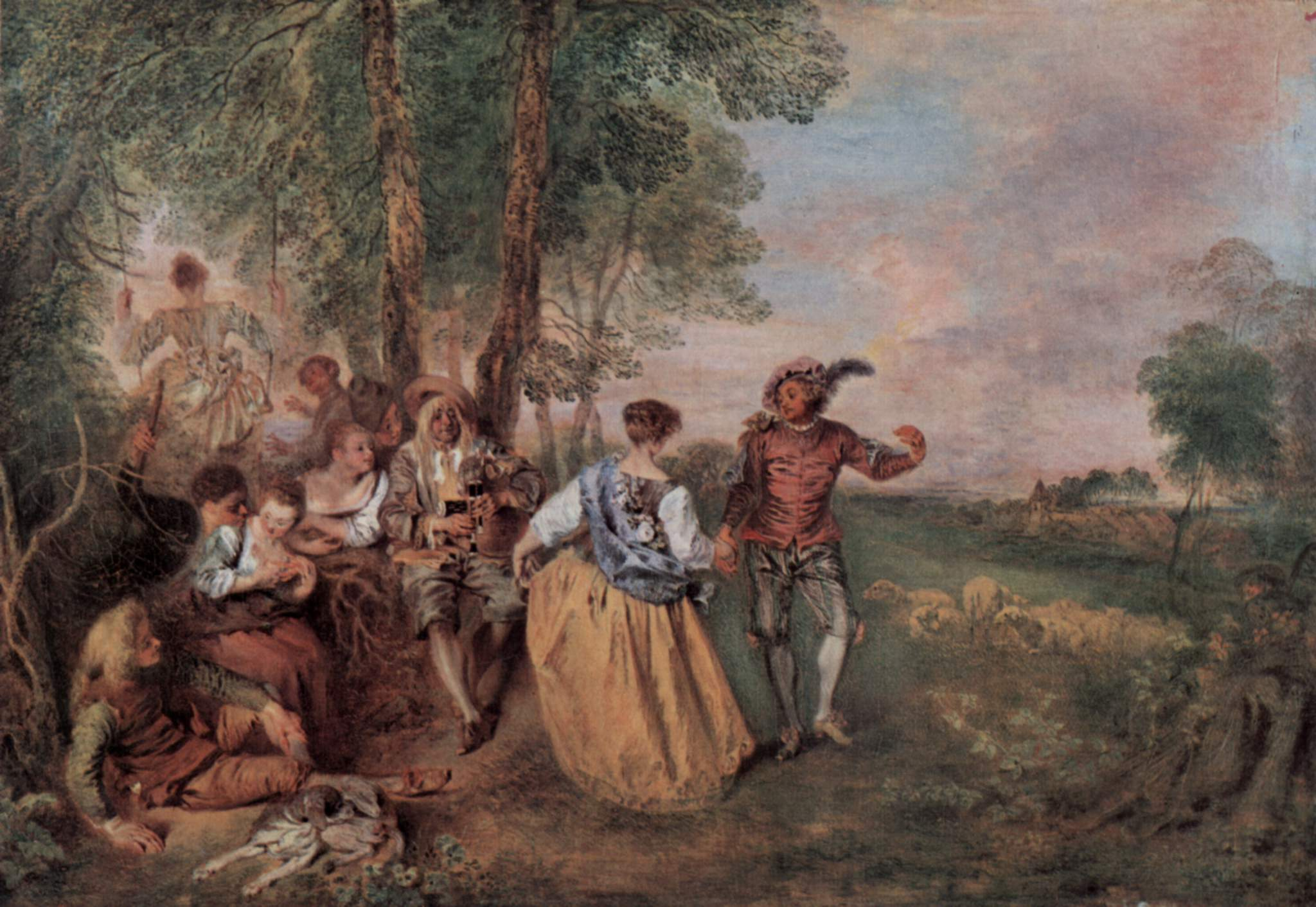
Antoine Watteau: "Fêtes galantes" (auch bekannt als "Die Schäfer"), um 1717. Berlin, Schloss Charlottenburg

Die Musette ist in der Barockmusik des 18. Jahrhunderts ein Musikstück und Tanz im Stile der Musette de cour, einer besonders feinen Form des Dudelsacks, die in Frankreich im Zuge der Schäfermode sehr in Mode war. Es besteht eine enge Verwandtschaft zur Pastorale, die allerdings im Barock – im Gegensatz zur Musette – meistens im Zusammenhang mit der Geburt Christi (dem "guten Hirten") und dem Weihnachtsfest stand.

## Form und Charakter

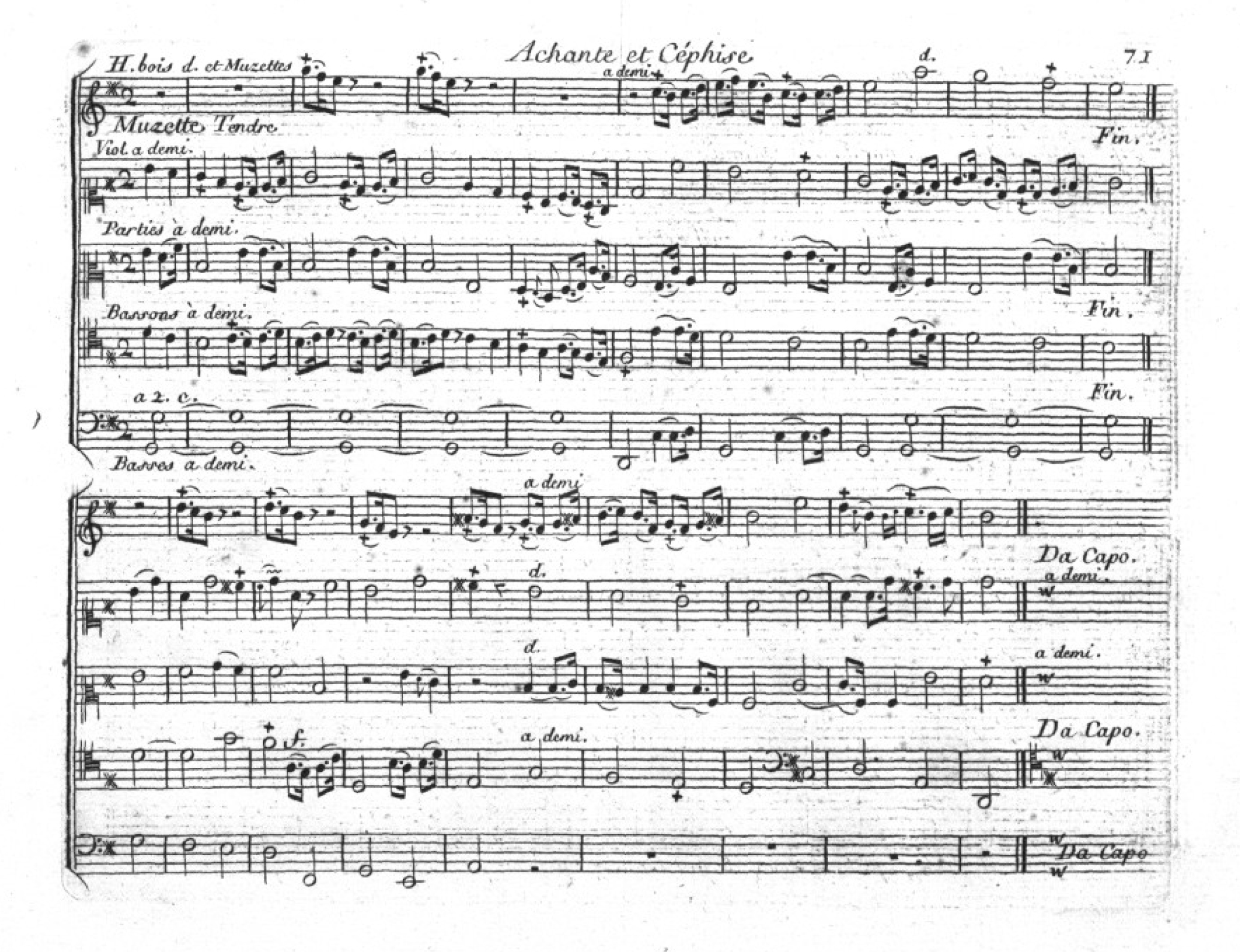
Jean-Philippe Rameau: Muzette tendre. Aus: Acanthe et Céphise, Akt I (1751)

In Anlehnung an die Bordunpfeifen des Musette-Dudelsacks haben Musette-Tänze einen charakteristischen Bordun-Bass (genannt: basse de musette), der meistens aus einem lang gehaltenen Orgelpunkt besteht; der Bordunton kann aber in Einzelfällen auch immer wieder in regelmäßigen Abständen angestoßen werden (z. B. in der Gavotte I & II en musette in Rameaus Le Temple de la Gloire (1745)). Streckenweise kann der Bordun auch wegfallen.
Die Musette kann sowohl in Zweier- als auch in Dreier-Metren stehen, sie kommt also in ganz verschiedenen Taktarten vor, wie 2/4, 2/2, 3/4, 6/8 oder 12/8. Demnach handelt es sich keineswegs um eine einheitliche, klar definierte Tanzform. Rousseau erklärt, dass die Musette „eine Art von Melodie“ („Sorte d’Air“) sei, zu der man „Tänze von passendem Charakter gestaltet“ (Dictionnaire de musique, 1768).
Das Tempo ist meist mäßig langsam, es gibt aber auch mäßig fröhliche Stücke; der Charakter ist unabhängig vom Tempo lieblich, friedlich, idyllisch und zärtlich – so wie man sich spätestens seit der Renaissance das Leben der Schäfer vorstellte. Rousseau nannte die Musette „Naiv und sanft, das Tempo ein wenig langsam“. Compan erzählt in seinem Dictionnaire de Danse (1787) die folgende Anekdote:

« Dans l’ancien tem(p)s on voyait des Bergères ornées de guirlandes de fleurs, sur le soir, ramener leur troupeaux, tandis que Corydon faisoit résonner la musette. Les Bergers pour plaire à leur Belles, (et pour les engager), unissoient leur Danses à leur sons de voix les plus doux et les plus flatteurs. On regrette de n’être pas habitant d’une contrée où l’on ne connoissoit d’autre ambition que celle de plaire, & d’autre occupation de celle d’aimer et d’être heureux. »

„In alten Zeiten sah man Schäferinnen, die – mit Blumengirlanden geschmückt – abends ihre Herden zurückgeleiteten, während Corydon die Musette erklingen ließ. Die Schäfer, um ihren Schönen zu gefallen, […] vereinten zu ihren Tänzen den Klang ihrer überaus sanften und schmeichelnden Stimmen. Man bedauert, dass man nicht in einer Gegend wohnt, wo es keinen anderen Ehrgeiz gibt, als zu gefallen, und keine andere Beschäftigung als zu lieben und glücklich zu sein.“

Die Form der Musette ist entweder die typische zweiteilige Form mit Wiederholungen wie viele andere Barocktänze, also ||: a :||: b :|| ; oder eine Rondoform (z. B. A-B-A-C-A) – die letzteren Stücke heißen dann Musette en rondeau (z. B. in Rameaus Les Fêtes d’Hébé (1739) oder Le Temple de la Gloire (Akt I; 1745)).

## Geschichte

### Auf der Bühne
Die Musette war vor allem in Frankreich beliebt und wurde in französischen Opern und Balletten als Tanz eingesetzt, meistens in Schäferszenen oder in ländlich-rustikalem Ambiente. Beispiele gibt es in Les Muses (1703) und Les Ages (1718) von André Campra, und in Callirhoë (1712) oder Les Éléments (1721) von Destouches. "Die Musette" aus Callirhoë ist im Original als "1re Air des bergers" (Erstes Air der Schäfer) bezeichnet, sie wird auch gesungen und war im 18. Jahrhundert das populärste Stück der ganzen Oper; es gab sogar Parodien mit satirischem Text. Jean-Féry Rebel verwendete 1734 eine Musette als Eröffnung für sein Ballet Les plaisirs champêtres (= "Die ländlichen Freuden"). Rameau schrieb für einige Bühnenwerke gleich mehrere Musetten, z. B. für Les Fêtes d'Hébé (1739), Le Temple de la Gloire (1745), oder für die "heroischen Pastoralen" Naïs (1749) und Acanthe et Céphise (1751), einzelne Stücke auch für Platée (1745), Daphnis et Aeglé (1753) u. a. Dabei verwendet er oft Musizier-Anweisungen wie tendre (zärtlich) oder gracieuse (anmutig, graziös). Wenn in der Instrumentierung nicht tatsächlich eine Musette de cour vorgeschrieben ist, wurden häufig Oboen verwendet, um einen ähnlichen Klang zu erzielen (das ist allerdings nicht verpflichtend).
Es sind einige Tanzchoreographien für Musetten in der Notation nach Pierre Beauchamp und Raoul-Auger Feuillet erhalten, u. a. für die Musette aus Callirhoë (1712) von Destouches, und für ein anderes Stück eine Choreographie von Pécour (1724).

### Kammer- und Cembalomusik
Die Musette wurde auch manchmal in der französischen Cembalo- und Kammermusik als Bestandteil der Suite oder der Sonate adaptiert, beispielsweise in François Couperins Concert Royal Nr. 3 (1722).
In der Cembalomusik wurde der Bordunbass oft als gleichmäßige Legato-Bewegung in Oktavparallelen mit eingeschalteter Quinte gestaltet, da lang ausgehaltene Töne auf diesem Instrument nicht möglich sind. Beispiele sind François Couperins Musète de Choisi (6/8) und Musète de Taverni (12/8) im 15. Ordre (Pièces de clavecin, Livre III, 1722), die allerdings für zwei beliebige Instrumente gedacht sind, entweder zwei Cembali, oder Cembalo mit einem Melodieinstrument wie Traversflöte, Violine, Oboe – oder Musette de cour. Andere Beispiele für Cembalo sind die berühmte Musette en rondeau (3/4) von Rameau (Livre II, 1724/1731), die er auch zum Ballettsatz in Les Fetes d'Hébé (1739) umarbeitete; und außerdem Daquins Musette en rondeau (Allabreve; in Livre I, 1735).

### Außerhalb Frankreichs

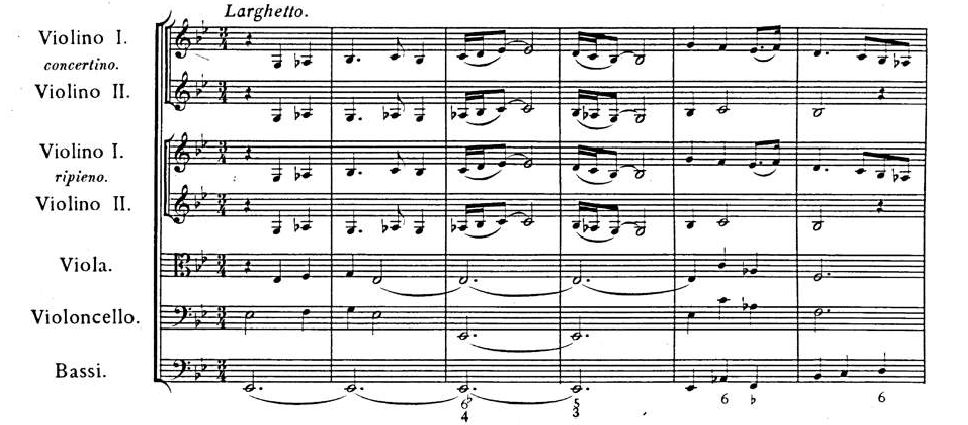
Händel: Concerto grosso op. 6,6 HWV 324 − Beginn der Musette

Die Musette wurde auch in anderen Ländern gelegentlich übernommen, spielte aber nicht die gleiche Rolle wie in Frankreich.
Eine bekannte und relativ kunstvolle "Musette" für Orchester ist der dritte Satz von Händels Concerto Grosso op. 6 Nr. 6 HWV 324. Im Kontrast zur relativ düsteren Haupttonart g-moll steht die Musette in Es-Dur; der Bordun setzt zwischenzeitlich aus oder wechselt auf einen anderen Ton. Das ganze Concerto könnte von Händel als ein moderneres Gegenstück (oder eine Hommage) zu Corellis Concerto grosso op. 6 Nr. 8 "per la notte di natale" gedacht sein – beide Concerti stehen in der Haupttonart g-moll und enthalten eine Hirtenmusik.
Auch Mozart verwendete eine Musette in seinem Jugendwerk Bastien et Bastienne (1768), das auf einem Stück von Rousseau basiert (Le devin du village) und dessen Maxime "Zurück zur Natur" illustriert. Noch Brahms schrieb eine Art Musette als Nr. XXII seiner Händel-Variationen op. 24.

### Musette-artige und -ähnliche Werke
Der Namenszusatz "en musette" bedeutet, dass ein Stück im Stil der Musette gehalten ist; man bezeichnete damit Tänze, die bereits einen starken und klar definierten Eigencharakter haben, und zusätzlich noch den Musette-Bordun und Charakter bekommen. Eine solche Kombination war besonders beliebt im Falle von Gavotte und Menuett, z. B. in der Schäferszene des ersten Akts von Rameaus Le Temple de la Gloire (1745), wo es sowohl ein Menuet I & II en musette gibt, als auch Gavotte I & II en musette – dabei hat die Gavotte I einen durchgehenden Bordun. Auch Johann Sebastian Bachs "Musette" G-Dur aus der 3. Englischen Suite g-moll BWV 808 ist eigentlich eine Gavotte II en musette. Ähnliches gilt für seine Englische Suite Nr. 6 d-moll BWV 811, wo der Bordunton d' in der Gavotte II (in D-Dur) allerdings in eine regelmäßige Achtelbewegung eingefasst wird, in Anlehnung an die Praxis der französischen Clavecinisten. Im 19. Jahrhundert schrieb Edvard Grieg eine Gavotte-Musette für seine Holberg-Suite op. 40.
Es kommen gelegentlich Stücke vor, die zwar einen Musette-Bass haben, aber nicht so bezeichnet sind. Hier sind die Grenzen zur "echten" Musette verschwommen, besonders in der französischen Cembalomusik mit ihren Charakterstücken. F. Couperin gibt in solchen Fällen sehr genau an, was er sich vorstellt. Das gilt z. B. für das Stück "Les vergers fleüris" (sic!; "Die blühenden Obstgärten") aus demselben 15. Ordre wie die obenerwähnten Musetten (Pièces de clavecin, Livre III, 1722): Es steht in 6/8 und der zweite Teil hat einen Bordunbass, die ganze Stimmung und auch die ländliche Assoziation der Obstgärten ist ganz typisch, aber Couperin schwebt hier sehr präzise eine Cornamuse vor. Der einzige Unterschied zu den Musetten liegt in der tiefen Tenor bis Alt-Lage der Oberstimmen.
Auch in Couperins "Les Fastes de la grande et ancienne Mxnxstrxndxsx" (sic ! = Ménéstrandise) im 11me Ordre (2. Buch, 1716) – einer Darstellung von Bettlern und Gauklern – gibt es mehrere Stücke mit Bordun-Bass, darunter zwei Airs de Vièle (2/2), also Imitationen einer Drehleier. Der Unterschied dieser Stücke zu einer Musette liegt vor allem in der ziemlich düsteren Tonart c-moll und dem etwas weinerlichen Tonfall, und natürlich in den relativ "unerfreulichen" oder z. T. grotesken Assoziationen der Bettler- und Gauklerwelt, die völlig unvereinbar sind mit der idealisierten Idylle der Musette.
Andere Komponisten ließen es manchmal ganz offen, ob sie eine Musette oder eine Drehleier imitieren wollen: Dandrieu veröffentlichte in seinem ersten Buch mit Pièces de clavecin 1724 ein Stück namens La Fête de Village ("Das Dorffest"), das aus einer Abfolge von kleinen Tänzen besteht (Gavotte (2/4) – Gigue en rondeau (6/8) – Menuet I en rondeau (6/8) – Menuet II & Double (6/8)), – alle durchgehend en musette; aber es ist möglich, dass außer der einleitenden Gavotte alle anderen Stücke eher an eine Drehleier erinnern sollen. Ähnliches gilt für die Air gay & Air II (2/4) in A-Dur und a-Moll von Balbastre (Livre I, 1759), wo im Alt vermutlich ein rhythmischer "Schnarreffekt" imitiert wird, wie man ihn eher von der Drehleier kennt.

### Noten
- François Couperin, Pièces de Clavecin, 4 Bde., hrsg. von Jos. Gát, Mainz et al.: Schott, 1970–1971.
- Jean-François Dandrieu, Pièces de Clavecin (1724, 1728, 1734), hrsg. von P. Aubert & B. François-Sappey, Paris: Editions Musicales de la Schola Cantorum, 1973.
- Louis-Claude Daquin, Premier Livre de Pièces de Clavecin (1735), New York: Performer's Facsimiles 30442 (o. J.).

### Einspielungen
- François Couperin: Concerts Royaux & Nouveaux Concerts 10, 12, 14, S. Kuijken, W. Kuijken, B. Kuijken u. a., erschienen bei: Philips SEON, (o. J.) (2 LPs).
- Destouches - Les Éléments & Le Carnaval et la Folie + Campra - Les Fetes Vénitiennes (Orchestersuiten), Ensemble Baroque de Limoges, Jean-Michel Hasler, erschienen bei: Lyrinx 1999 (LYRCD069).
- Jean-Philippe Rameau: Le Temple de la Gloire, Choeur de chambre de namur, Les Agrémens, Guy van Waas, erschienen bei: Ricercar, 2014 (2 CDs).
- Jean-Philippe Rameau: Orchestral Suites (Acanthe et Céphise & Les Fêtes d'Hébé), Orchestra of the Eighteenth Century, Frans Brüggen, erschienen bei: glossa GCD C81103, 1997. (http://www.glossamusic.com/glossa/reference.aspx?id=130, gesehen am 14. August 2017).
- Jean-Philippe Rameau: Orchestral Suites Vol. 2 (Naïs & Zoroastre), Orchestra of the Eighteenth Century, Frans Brüggen, erschienen bei: glossa GCD C81103, 1997. (http://www.glossamusic.com/glossa/reference.aspx?id=271, gesehen am 14. August 2017).
- Rameau – Suites from Platée & Dardanus, Philharmonia Baroque Orchestra, Nicholas McGegan, erscheinen bei: conifer classics, 1998.